# Hamupipőke (opera, Massenet)
A Hamupipőke (franciául Cendrillon) Jules Massenet meseoperája („tündérmeséje” [conte de fées]) négy felvonásban, hat képben. Szövegét az ismert történet Charles Perrault-féle változata alapján Henri Cain írta. Ősbemutatója a párizsi Opéra-Comique-ben volt 1899. május 24-én.
Henri Cain 1894-ben, A navarrai lány londoni próbái idején vetette fel a témát Massenet-nak, aki a következő két évben el is készült a művel, de az Opéra-Comique igazgatója a Sappho bemutatóját (1897) fontosabbnak tartotta, ezért a meseopera két évet várt a premierjére. Ez azzal az előnnyel járt, hogy addigra elkészült az intézmény otthonának, a Salle Favart-nak a felújítása, ahol a modernizált színpadtechnikával igazán látványosan mutathatták be a Hamupipőke „csodáit”. Massenet a királyi udvar és bál légkörének érzékeltetésére számos archaizáló, barokkos elemet alkalmazott.
Játékideje: I. felvonás: 40 perc, II. felvonás: 32 perc, III. felvonás: 40 perc, IV. felvonás: 25 perc.

## Szereplők
- Lucette, vagyis Hamupipőke (koloratúralt)
- Madame de la Haltière, a mostohaanyja (mezzoszoprán)
- A mesebeli herceg (eredetileg szoprán, ma tenorok éneklik)
- A tündér (koloratúrszoprán)
- Noémie,
- Dorothée.

Hamupipőke mostohatestvérei (szopránok)
- Pandolfe, Hamupipőke édesapja (basszus)
- A király (basszus)
- A legbölcsebb tudós (basszus)
- A ceremóniamester (bariton)
- Az első miniszter (bariton)
- A hírnök hangja (prózai szerep)

Szolgák, szellemek és lidércek, udvaroncok, tudósok, miniszterek, a nép, leányok (vegyeskar)

## Cselekménye

### Első felvonás.Madame de la Haltière háza
Pantolfe első, meghalt feleségére emlékezik nagy fájdalommal. Új, Madame de la Haltière-rel kötött házasságában állandóan szenved az asszony terrorjától, ami az egész háznépre kiterjed az új feleség édes gyermekei kivételével. Pantolfe saját lánya cselédsorba kényszerült, nevét is Hamupipőkére változtatták.
A házban izgatott készülődés zajlik: a királyi palotába készülődnek, mert kihirdették, feleséget keresnek a hercegnek, fényes estélyt rendeznek a jelöltek bemutatkozására. A szülők és a két de la Haltière-lány ünneplőbe öltözve vonul el az bálba.
A magára maradt Hamupipőkének csak a vágyakozás marad. Szomorú monológját a helyiségben megjelenő tündér szakítja félbe. Segédeivel csodás ruhát, ékszereket és egy hintót varázsol a lánynak. Egy üvegcipőt is átnyújt, ami segíti a felismerhetetlenné válásban. A tündér figyelmezteti Hamupipőkét, hogy mikor éjfélt üt az óra, vissza kell térnie a házba, cselédlánnyá visszavedelve.
A megszépült lányt elragadja a hintó, repíti a család többi tagja után.

### Második felvonás.A királyi udvar
Szín: nagyterem és a palota kertje
A herceg napjai szerelem nélkül, letargikusan telnek. Eredménytelen marad a ceremóniamester felvidítási kísérlete. A tudós tanács is tehetetlen. Az első miniszter kihirdeti, hogy a mai napon mindenki köteles vidám lenni. Az uralkodó parancsára bált rendeznek.
Bevonulnak a nemes családok eladósorban lévő leányaikkal. Pandolfe is megjelenik (csaknem teljes) családjával. A herceg akkor élénkül fel, mikor a tündér által gyönyörűségesen felöltöztetett Hamupipőke is megjelenik. Attól kezdve csak vele táncol, társalog folyton. Pandolfe-nak valami különös érzése támad a leány(a) láttára. A király intésére a többiek magára hagyják a párt.
A herceg hasztalan kérdezi Hamupipőkét arról, hogy ki ő. A leány annyit felel, hogy egy ismeretlen, múló álom csupán. Az első éjféli óraütéskor Hamupipőke futva távozik, a herceg elbűvölve, szerelmesen marad a nagyteremben.

### Harmadik felvonás

#### Első kép.Madame de la Haltière háza a bál után
Hamupipőke az utolsó pillanatban fut haza. Reméli, a sietség miatt a tündér megbocsátja, hogy elvesztette üvegcipőjét.
A visszatérő Madame de la Haltière és leányai epés megjegyzéseket tesznek a bálon történtekre. Beszélnek valami titokzatos vendégről is. Hamupipőke kérdezi őket, hogy a herceg mit mondott róla, mire azt felelik, hogy csak megjátszotta a szerelmet, az idegent fel fogják akasztani. 
Pandolfe elsápadt lányával kettesben maradva saját túlzott ambícióit hibáztatja kettejük rossz sorsáért. Hamupipőke mostohatestvérei szavát igaznak tartva, feledni szeretné a történteket. El akar bujdosni. Gondolatait egy mennydörgés szakítja félbe, mire kirohan a viharos éjszakába.

#### Második kép.A tündér birodalma
Szín: Tölgyfa egy rét közepén, távolban a tenger. Holdas éj, a táj kékes fényben úszik.
A tündér népe vidáman táncol. Szolgálói jelentik, hogy egy lány közeleg. Ő a tölgyről ifjút is lát. Átláthatatlan lóherefalat emel közéjük. A lány, valójában Hamupipőke hallja az ifjú – a herceg – szavait, melyben elmondja, hogy szíve megszakadt a bálban látott titokzatos lény eltűnte miatt. Hamupipőke, aki most igazi nevén Lucette-nek mondja magát felajánlja, hogy az ifjú boldogtalanságát magára veszi. Ekkor leomlik az elválasztő fal, és a két fiatal boldogan ismer egymásra. A tündér igaz érzéseikről meggyőződve, álmot bocsát rájuk, és további segítésükre határozza el magát.

### Negyedik felvonás

#### Első kép.Hamupipőke házának terasza
Hónapok teltek el. Hamupipőke és Pandolfe visszatért régi otthonukba. A lány álmában elmondta a vele történteket, apja végighallgatta, de képzelgésnek tartják az egészet.
Megjelenik Madame de la Haltière, és elmondja, hogy újra a királyi palotába megy leányaival. Biztos benne, hogy a sajátjai a legszebbek, legkívánatosabbak lesznek.
A király hirdetőjének hangjára előjön Hamupipőke. Hallja a felhívást: a birodalom minden leánya jelenjen meg a palotában a bálban maradt cipő próbájára. Ha nem találják meg tulajdonosát, belehal a herceg. Hamupipőke rájön, hogy álmában valóságos eseményeket látott. Kéri a tündért, segítsen eljutnia a királyi palotába.

#### Második kép.A királyi palota
Ünnepélyes induló hangjaira bevonulnak az egész világból összesereglett hercegkisasszonyok és nemes dámák. Megkezdődik a cipő próbája. A sikertelenség hatására egyre szomorúbb herceget aggódva figyeli apja.
Hirtelen megszólal a tündér a hangja, aki még egy próbálkozót jelent be. Megjelenik Hamupipőke, a herceg boldogan ismer rá. A cipőpróba is sikerül. A király bejelenti, hogy a gyönyörű lányt fia jegyesévé nyilvánítja. Még egy humoros közjátékra is sor kerül: a tömegen átfurakszik Madame de la Haltière, és tettetett kedvességgel öleli át Hamupipőkét, azt kiáltva, „Leányom!”
Pandolfe, az érző szívű édesapa az egybegyűltekhez fordul: „Látják, minden jó, ha a vége jó.” A társulat búcsút int a közönségnek, remélve, jól érezték magukat a mesevilágban.

## Diszkográfia
- Frederica von Stade (Hamupipőke), Nicolai Gedda (A mesebeli herceg), Ruth Welting (A tündér), Jules Bastin (Pandolfe), Jane Berbié (Madame de la Haltière) stb.; Ambrosian Operakórus, Philharmonia Zenekar, vezényel: Julius Rudel (1978) Sony 88697855742